# Porto Pí fyr
Porto Pí fyr är en spansk fyr i Palma de Mallorcas hamn på Mallorca.
Fyren tändes första gången år 1617, som en av världens äldsta och Spaniens näst äldsta fyr – efter Herkulestornet. Den står ovanpå ett 21 meter högt vakttorn av sten från 1400-talet. Själva fyren är 17 meter hög och har en grå lanternin på toppen. Fyrapparaten visar två vita blixtar var 15 sekund. Lysvidden är 18 sjömil.
Fyren var ur drift 1972–1977 och kulturskyddades år 1983. År 2004 öppnade ett litet museum i en intilliggande byggnad med en stor samling av fresnellinser och annan fyrutrustning. Utanför museet står en renoverad fresnellins från fyren på Punta Avanzada på norra Mallorca.
Fyrplatsen och museet kan besökas efter bokning men själva fyren är stängd för allmänheten.